# Éric Nieudan
Éric Nieudan est un écrivain, scénariste et créateur de jeux français, spécialisé dans le jeu de rôles et ses déclinaisons. Né à Lourdes en 1972, il vit à Dublin depuis 2007.
Il fait ses premières armes en entrant chez Oriflam en 2000 après avoir été traducteur de suppléments pour Feng Shui. Il y dirige notamment la gamme Archipels (D20 system) et contribue à Post Mortem.